# La Hormiga Atómica
La Hormiga Atómica (Atom Ant en inglés) es un personaje de dibujos animados creado por la factoría de animación Hanna-Barbera en 1965. Se trata de una minúscula hormiga antropomórfica y parlante, poseedora de una gran fuerza y poder debido a la exposición de una radiación atómica. Sus aventuras fueron emitidas por la televisión estadounidense dentro del programa infantil de media hora de duración, El show de la Hormiga Atómica, conjuntamente a otros personajes de la factoría Hanna-Barbera como Lindo Pulgoso, El Inspector Ardilla, La Bruja tonta y El Pulpo Manotas.

## El Personaje
- La Hormiga Atómica es una hormiga de color rojo que por extraño que parezca solo tiene dos piernas delgadas y dos musculosos brazos en lugar de las seis extremidades características de su especie. Suele ir enfundada en un jersey o sudadera de cuello alto de color naranja que cubre su amplia caja torácica. El jersey lleva el logotipo de la Hormiga Atómica (Atom Ant), una enorme A en el pecho. Sobre su cabeza redonda, lleva un casco de color blanco sujeto con una cinta bajo su mentón. En el casco hay practicados dos orificios para que por ellos puedan sobresalir sus antenas, por las que recibe las señales de socorro. La Hormiga Atómica, pese a su tamaño, puede levantar toneladas, moverse a una gran velocidad, volar despidiendo una estela brillante tras de sí y recibir señales de radio por sus antenas.

## Doblaje
- La Hormiga Atómica: Don Messick y Howard Morris.

## Episodios
- La primera vez que se emitió la Hormiga Atómica fue el domingo 12 de septiembre de 1965 cuando la NBC emitió un especial de media hora titulado El Mundo de la Ardilla Detective y la Hormiga Atómica (The World of Secret Squirrel and Atom Ant), como prueba para su programa de los sábados.[1]
- La serie de la Hormiga Atómica comenzó a emitirse el 2 de octubre de 1965 en la cadena NBC y finalizó el 31 de agosto de 1968. La serie consta de 26 episodios, que se emitían conjuntamente con las series de Lindo Pulgoso y de los Osos Montañeses formando el Show de la Hormiga Atómica. Dicho show se emitía los sábados por la mañana,[2] conjuntamente con el Show del Inspector Ardilla (Secret Squirrel).

1. El Monstruo de Crakenshaft (Crakenshaft Monster): El científico Crakenshaft crea un monstruo terrible al que la Hormiga Atómica habrá de enfrentarse.
2. Una fuga muy fugaz (Up and Atom): La Hormiga Atómica es llamada para que detenga a la Gran Dinamo Gorda que ha sido liberada de la cárcel por su banda.
3. La Pulga Feroz (Ferocious Flea): La Hormiga Atómica se ve forzada a luchar contra la Pulga Feroz cuando esta está dedicándose a una juerga criminal.
4. La Hormiga Atómica contra la Hormiga Karateka (Atom Ant Meets Karate Ant): La Hormiga Atómica es llamada cuando a la ciudad llega la Hormiga Karateka.
5. Tonto de Nadie (Nobody´s Fool): Dos criminales ocultan a Anastasia Antnik para distraer a La Hormiga Atómica mientras ellos atracan.
6. El Robot Destructor (Rambling Robot): Dos chicos construyen un robot que pierde la cabeza y se vuelve destructivo. Tan sólo la Hormiga Atómica podrá detenerlo.
7. (Gem a Go-Go-Go): La gema más valiosa del mundo, el Topacio de Tura Lura, es robada. La Hormiga Atómica se encargará de investigar el robo.
8. La hormiga más veloz del Oeste (Fastest Ant in the West): El Sheriff quiere librarse del criminal Rowdy Dowdy así que sube a 25.000 dólares la recompensa y llama a la Hormiga Atómica.
9. Confusión de identidades (Mistaken Identity): La policía culpa a la Hormiga de un delito y ella deberá encontrar al verdadero culpable.
10. ¡Guau, cómo se arquea ahora! (How Now Bow Wow): Los maestros criminales La Pulga Feroz, y el Cerebro Óseo han robado un perro de una exposición canina y la Hormiga Atómica lo busca.
11. Dragón amaestrado (Dragon Master): El Doctor Strangebug crea una máquina del tiempo y engaña a la Hormiga Atómica, enviándola a la época de los Dragones para que luche contra uno de ellos.
12. El Gran Gimmick (The Big Gimmick) : El Profesor Gimmick ha creado un robot gigantesco con el que ataca a la ciudad.
13. Super Tonto (SuperBlopper): La Hormiga Atómica acude a conocer a su héroe televisivo favorito, el Supertipo, que está en un supermercado cercano.
14. Hormigas locas, pero locas (Wild, Wild Ants): Una banda de hormigas motoristas invade las acampadas de las colinas. La Hormiga Atómica decide poner fin a esta situación.
15. Dinosaurio (Dinollaga) (Dina-sore): El rayo de una tormenta hace que un dinosaurio de un museo cobre vida. Tan sólo la Hormiga Atómica podrá detenerlo.
16. Las maravillas del parque de diversión (Amusement park amazement): El profesor Von Gimmick anuncia la construcción de un parque de atracciones, por lo que la Hormiga Atómica se ofrece voluntaria para ayudarle. Cuando llega al laboratorio de Von Gimmick, la Hormiga descubre que el parque lo usará para eliminar a sus enemigos.
17. Un toro para la Hormiga Atómica (Bully for Atom Ant): En un viaje a México la Hormiga conoce al torero el Pollo Enchilada, el cual está al punto de suicidarse ya que está aterrorizado ante la idea de enfrentarse al toro El Tornado. La Hormiga Atómica decidirá echarle un cable.
18. La Termita peligrosa (Termighty Mean): El profesor Von Gimmick ha creado una poderosa termita. Cuando esta se escapa el profesor llama a la Hormiga Atómica para que le ayude.
19. Viaja al Oeste, joven hormiga (Go West Young Ant): Un vagón de tren de hormigas es arrastrado a través de las polvorientas planicies en su migración hacia el Oeste.
20. Nueve contra uno (Nine Strikes You´re Out): El científico Dastarly Deeds ha descubierto el secreto de las nueve vidas de los gatos. Con esto ha hecho ocho duplicados de sí mismo y pretende terminar con la Hormiga Atómica de una vez por todas.
21. (Rock a Bye Boo-Boo): La Hormiga Atómica recibe una señal de terremoto en una ciudad bávara. Cuando acude a salvar la ciudad descubre que allí tan sólo hay un huevo de pájaro gigantesco. Cuando el dueño ve a la Hormiga con el huevo, esta deberá calmarlo.
22. Torneo de caballeros (Knight Fight): La Hormiga Atómica viajará en el tiempo para enfrentarse con un caballero malvado y liberar a una princesa.
23. Izando los bloques (Up in air Squares): El criminal Toadstool está robando edificios y enviándolos a la Luna.
24. Pterodáctilo (Pterducktil soup): El profesor Gimmick le da una poción a un pterodáctilo de un museo devolviéndolo a la vida y causando graves destrozos en la ciudad. Tan solo la Hormiga Atómica tiene posibilidades de detenerlo.
25. El Regreso de Kink-Konk (Killer-Diller Gorilla): Kink Konk ha causado el pavor en Nueva York. La Hormiga Atómica intentará detenerlo.
26. La Ley del más Fuerte (Mouser-Rouser).

## Otras apariciones

### Televisión
- La Hormiga Atómica apareció más adelante en el Arca Loca de Yogui en 1972, y en su spin-off Clan del Oso Yogui en 1973, voz por Don Messick.

- En 1991, en la serie Yo Yogi!, con Don Messick retomando La Hormiga Atómica. En el episodio "Super Duper Snag," se reveló que su casco atómico es su fuente de poder.

- La Hormiga Atómica hizo un cameo en el episodio de Inspector Ardilla Agent Penny en 2 Perros Tontos (1993).

- Apareció en el episodio de Harvey Birdman, Attorney at Law (2000) "Incredible Hippo", donde aparece como el acusado de contaminación radiactiva por la EPA.

- En la película de Directo-a-DVD Scooby-Doo! Mask of the Blue (2013), la Hormiga Atómica hace un cameo en una imagen.

### Cine
- La Hormiga Atómica aparece en los créditos finales de ¡Scooby! (2020) como nuevo recluta de la Fuerza Halcón, un nuevo equipo formado por el Halcón Azul.

### Videojuegos
- Hi-Tech Software publicó en 1990 un videojuego de la  serie económica para el ordenador Commodore 64 llamado Atom Ant: Up and Atom. La idea del juego es volar y recoger una cierta cantidad de bombas esparcidas alrededor de los edificios de gran altura y "atomizarlas" en un dispositivo especial con forma de burbuja en la parte superior de cada área (un diseño de juego influenciado por el Bomb Jack de Tehkan).